# Ifj. Szlávics László kultikus ős-pénz sorozata (könyv)
L. Kovásznai Viktória ifj. Szlávics László kultikus ős-pénz sorozata 1996–1997 című műve képzőművészeti tárgyú, manufakturális körülmények között készült könyv, iparművészeti alkotás.
Az ősi érmék könyve egyedileg, kézzel készült, japán hajtással. Kézbe fogva formáját szabadon váltogatja, repül, szárnyal, önálló életet él. Mindössze 650 példányban készült, ezek egyikét a Szépművészeti Múzeumban máris a bibliofil ritkaságok között tartják számon

## Külső megjelenése
A kötetet különlegessége, hogy ún. japán hajtással készült. A lapokat egy oldalról nyomtatták, mint kezdetben a japán könyveket. Akkoriban a fadúcokkal történt nyomtatás során a festék gyakran átütött a papíron, ezzel a technikai leleménnyel érték el, hogy az nem vált láthatóvá. Minden lapot összehajtottak olyan módon, hogy a nyomtatott felület kívülre került, és ezáltal a lap összesimulásával keltették azt a hatást, mintha mindkét oldalán nyomtatott felületű lenne. A hajtás a lap külső élét alkotta. Annak érdekében, hogy az oldalak szépen lapozhatóak legyenek, flexibilis kötészeti eljárással fűzték azokat össze. Ennek a kötészeti megoldásnak a felelevenítése tette a szócikk tárgyát képező könyvet ismertté és sikeressé. A kiadó alapítója, művészeti vezetője dolgozta ki a könyv koncepcióját, készítette a benne szereplő műtárgyfotókat, és szervezte, irányította a megvalósítását. A kötet grafikai tervezésére Tóth Yoka Zsoltot kérte fel. A kiadvány létrejöttében kiemelkedő szerepet játszott a két könyvkötőmester, Sopronyi Gyula és Nagy Zoltán, akik kidolgozták azt a technológiát, amivel korszerű anyagokkal, de az ősi kézműves technológiával létrejöhetett ez a különleges alkotás. Minden kötetet laponként, kézzel építettek össze. A kemény táblás könyv 650 számozott példányban jelent meg. A tok és a borító szerigráf nyomtatással, a belívek speciális pergamen jellegű papírra, ofszetnyomtatással készültek.

## Tartalma
L. Kovásznai Viktória tanulmánya magyar és angol nyelven, Szlávics László Kultikus ős-pénz sorozat összefoglaló címmel készült műtárgyegyüttesének a jelzett időszakban készült darabjairól. A kötetben szereplő műtárgyfotókon látható 17 alkotás közül 4 db. a Magyar Nemzeti Galéria (Budapest), 1 db. a Rijksmuseum Het Koninklijk Penningkabinet (Királyi Éremtár, Leiden, Hollandia), 1 db. a British Museum (London, Egyesült Királyság) gyűjteményében található.

## Kiállításai
- 2000 Könyv, Ráday-kastély, Pécel
- 2000 Országos Tervező Grafikai Biennále, Munkácsy Mihály Múzeum, Békéscsaba
- 2001 Szép Magyar Könyv 2000 Verseny, Budapest
- 2001 Országos Tervező Grafikai Biennále, Műcsarnok, Budapest

## Díjai
- 2000 Országos Tervező Grafikai Biennále, Munkácsy Mihály Múzeum, Békéscsaba, különdíj Tóth Yoka Zsolt részére
- 2001 Szép Magyar Könyv 2000 Verseny, Budapest, Bibliofil és speciális kiadványok kategória oklevele, Art 95' Bt. részére
- 2001 Szép Magyar Könyv 2000 Verseny, Budapest, Nemzeti Kulturális Örökség Minisztériuma könyvborító és könyvtervezői különdíja Tóth Yoka Zsolt részére

## Közgyűjtemények
- Szépművészeti Múzeum, Budapest, grafikai gyűjtemény
- Munkácsy Mihály Múzeum, Békéscsaba, grafikai gyűjtemény

## Külső hivatkozások
- A kötet tartalma elérhető az interneten